# Giovanni Oronzo Azzariti
Giovanni Oronzo Azzariti (Barletta, 1680 circa – San Pietroburgo, 1747) è stato un medico italiano. Servì la corte imperiale di Russia dal regno di Pietro il grande alla salita al trono di Elisabetta di Russia

## Biografia
Nacque a Barletta in una importante famiglia del Regno di Napoli.
Questa infatti era proprietaria di un seggio nel sedile dei nobili della città e viveva nell'imponente Palazzo Santacroce, divenuto in seguito Poli e demolito nel 1930 per far spazio al nuovo Palazzo della Banca d'Italia. Dopo la laurea in medicina conseguita all'Università di Padova, si trasferì dapprima a Venezia e in seguito in Russia, dove ottenne una cattedra di anatomia alla Scuola medica di San Pietroburgo. Azzariti fu portato in Russia da Sava Vladislavich, che lo introdusse non solo nella vivace realtà scientifica della capitale russa, ma anche alla corte degli Zar. 
Nel 1724 qualcuno commissionò a Ivan Maksimovič Nikitin un ritratto di Azzariti, oggi conservato nel Museo dell'Ermitage. Nello stesso anno, Azzariti era divenuto famoso in Russia per l'autopsia sul cadavere gigante Nicolais Burgois, portato in Russia da Pietro I.
Alla corte imperiale si distinse tra i medici personali di Pietro il grande. Questo è diventato noto anche grazie a una pubblicazione sulla famiglia Tomilov di San Pietroburgo, nella quale Azzariti viene annoverato fra i quattro capostipiti. È noto che nel 1725 abbia visitato lo zar, su sua personale richiesta, poco prima della sua morte; Azzariti descrisse l'esito della visita in una lettera a Jean Jacques Campredon, plenipotenziario francese di stanza in Russia.
Alla morte di Pietro I, diventerà il medico personale dello zar Pietro II di Russia.
Nel 1733 divenne medico maggiore dell'esercito, agli ordini del generale Burkhard Christoph von Münnich. 
Gli ultimi anni di vita di Azzariti sono controversi, in quanto esistono due versioni: la prima vede Azzariti caduto in disgrazia (e quindi assassinato) con la caduta della reggenza di Anna Leopoldovna nel 1741; l'altra invece vede Azzariti aver esercitato privatamente la sua professione di medico a Mosca fino alla sua morte, avvenuta "serenamente" nel 1747.
In Russia è conosciuto con il nome di Aruntius Azzariti.